# Imprimerie de Hélio-Vaugirard
 (juin 2018).
Si vous disposez d'ouvrages ou d'articles de référence ou si vous connaissez des sites web de qualité traitant du thème abordé ici, merci de compléter l'article en donnant les références utiles à sa vérifiabilité et en les liant à la section « Notes et références ».
L’Imprimerie de Hélio-Vaugirard S. A. était une imprimerie située au fond de l'Impasse Ronsin, dans le 15e arrondissement de Paris, qui imprimait des revues comme Femina, des livres, ainsi que les premiers timbres en héliogravure en 1931. En 1906, ce sont environ 300 ouvriers qui y travaillaient.